# Teatro Politeama
A Teatro Politeama teljes nevén Teatro Politeama Garibaldi, Palermo egyik legismertebb színháza. A Piazza Ruggero Settimo-n található, a Teatro Massimo után ez a város második legfontosabb színháza. Itt található a Szicíliai Szimfonikus Zenekar is.

## Története
1864-ben Palermo városvezetése nemzetközi pályázatot hirdetett meg monumentális operaház építésére, majd egy évvel később ugyanígy egy napi műsorral rendelkező, több célra alkalmas színházat.  Az építészeti terveket Giuseppe Damiani Almeyda dolgozta ki.  A színházat a város határában szánták felépíteni, hogy jelképezze Palermo terjeszkedését. Emiatt habár a Teatro Massimo számított az arisztokraták kedvelt színházának, a Politeama sokkal populárisabb műsorokkal (fesztiválok, operettek) jelentkezett.
Ezt követően egy olyan ötlet merült fel, hogy a Viale della Libertá elején egy nagy szabadtéri amfiteátrumot emelnek. 1865-ben a Galland építési vállalkozással kötött a városvezetés szerződést, de maga az építkezés csak 1867-ben kezdődött meg. Egy évvel később a projekt módosult,  mert úgy döntöttek, hogy az amfiteátrumot valódi színházzá alakítják. A kivitelezést nehezítette hogy probléma keletkezett a városvezetés és a Galland vállalkozás között, ami miatt nagyon lelassultak az építési munkálatok.
1869-ben a városvezetés úgy döntött, hogy az épületet Gioacchino Rossiniról neveznék el, de ezt az ötletet elvetették. A színház hivatalos nyitása 1874. június 7.én volt, amikor bemutatták Vincenzo Bellini Rómeó és Júlia operáját. Az épület még nem volt a megnyitáskor teljesen kész és kezdetben Teatro Municipale Politeama nevet viselte a színhát, majd Giuseppe Garibaldi 1882-es halála után felvette az ő nevét a színház.
Az utolsó simítások 1891-re készültek el. Abban az évben Palermóban tartották meg az egységes olasz nemzeti tudat táplálása miatt életre hívott 4. Nemzeti Kiállítás-t (Espozione nazionale). Ekkor mutatták be Verdi Otellóját, aminek a címszereplője Francesco Tamagno tenor volt. Ezen az előadáson I. Umbertó király és Savoyai Margit királyné voltak a díszvendégek.
1910 és 2006 között a színház előcsarnoka szolgált a Pamerói modern művészeti galéria székhelyéül. 2001 óta a Szicíliai Szimfonikus Zenekar van itt.

## Épület leírása
Az épület a neoklasszikus építészet egyik fontos példája. A bejárat egy hatalmas diadalív aminek tetején bronz quadriga található, amit Mario Rutelli tervezett. A quadriga Apollón és Euterpé diadalát ábrázolja, két oldalon két lovagszobor látható, ami Benedetto Civiletti szobrász nyomán készült.

## Galéria

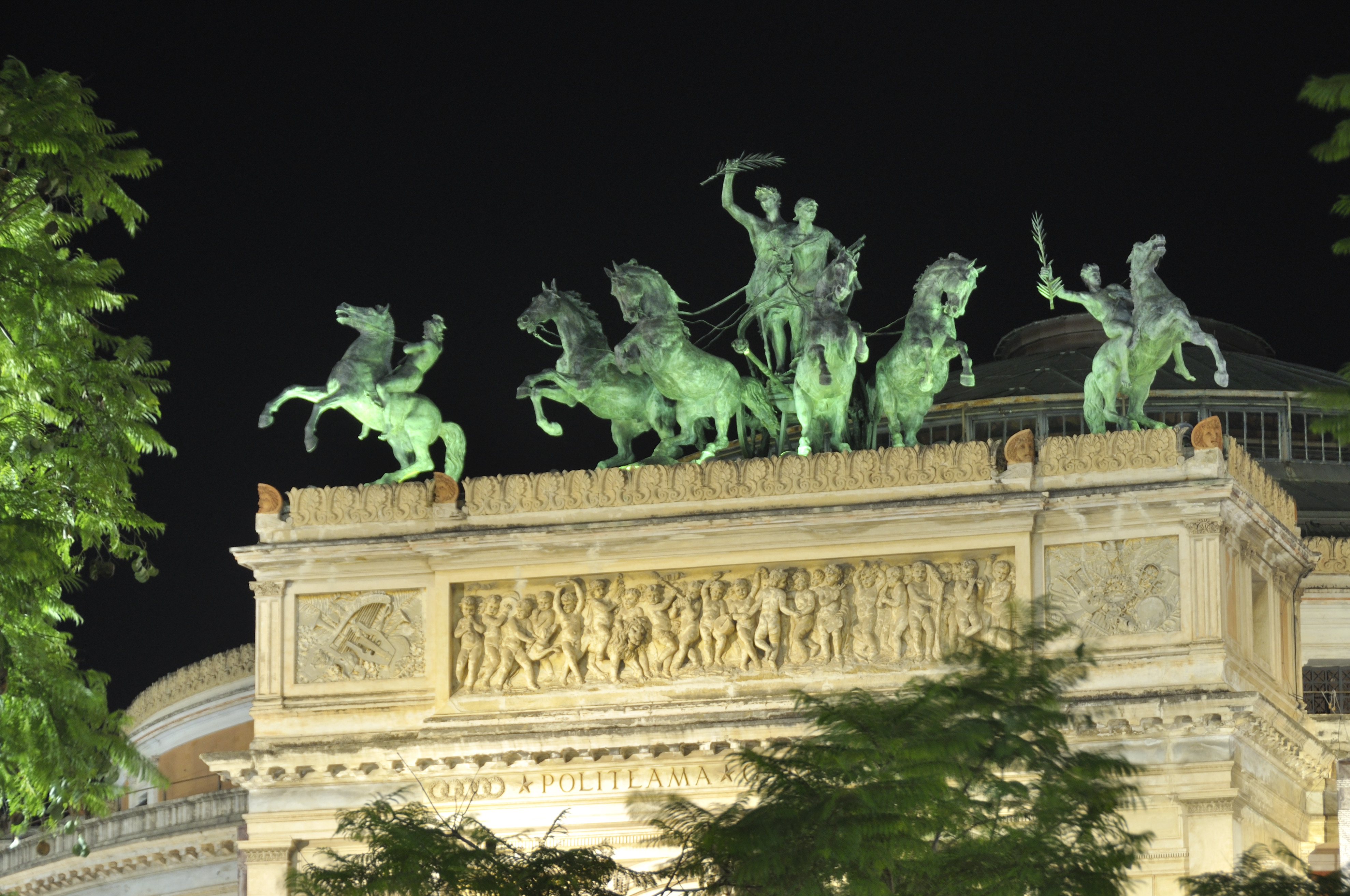
Quadriga éjszakai díszkivilágításban
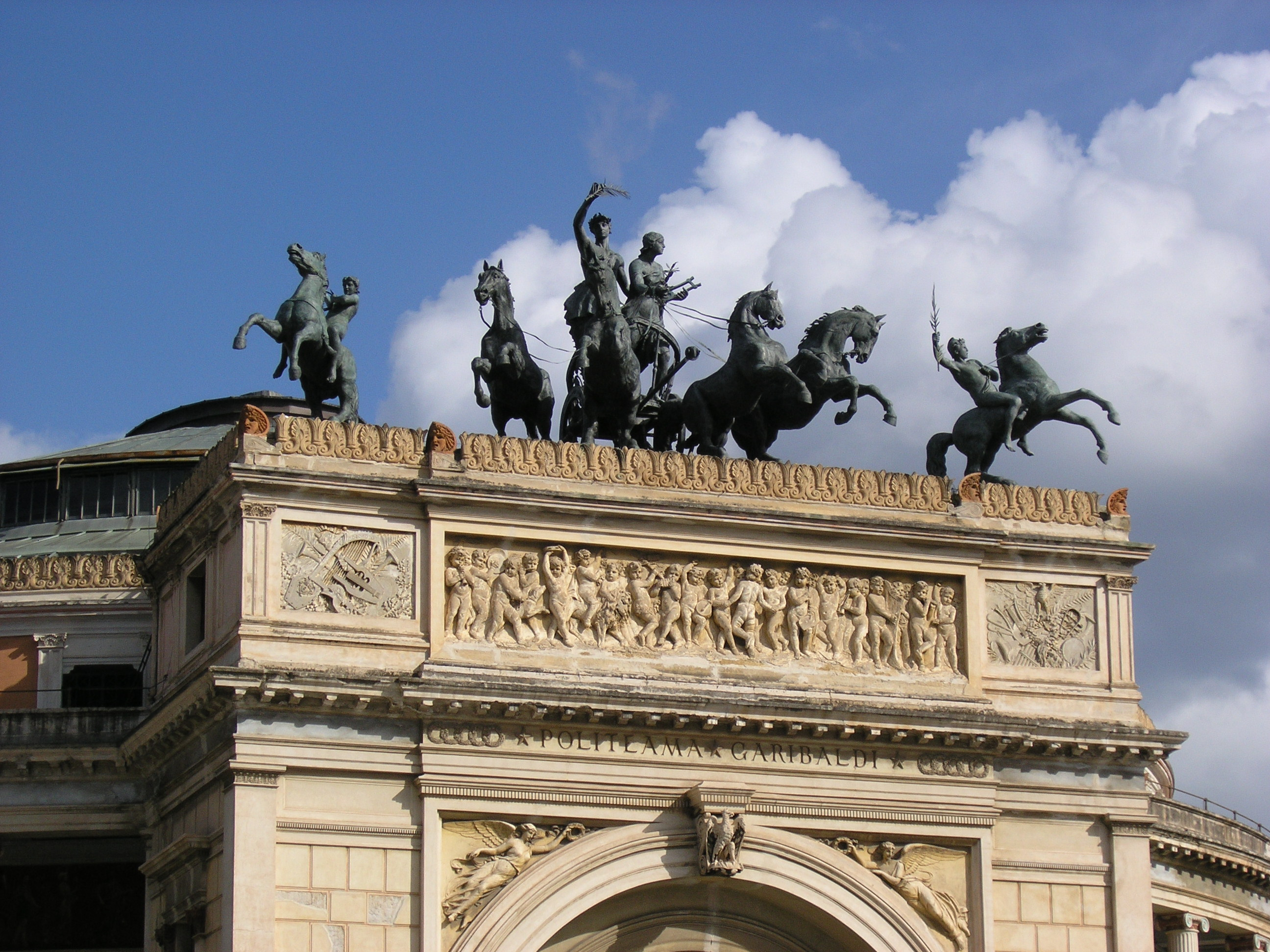
Quadriga
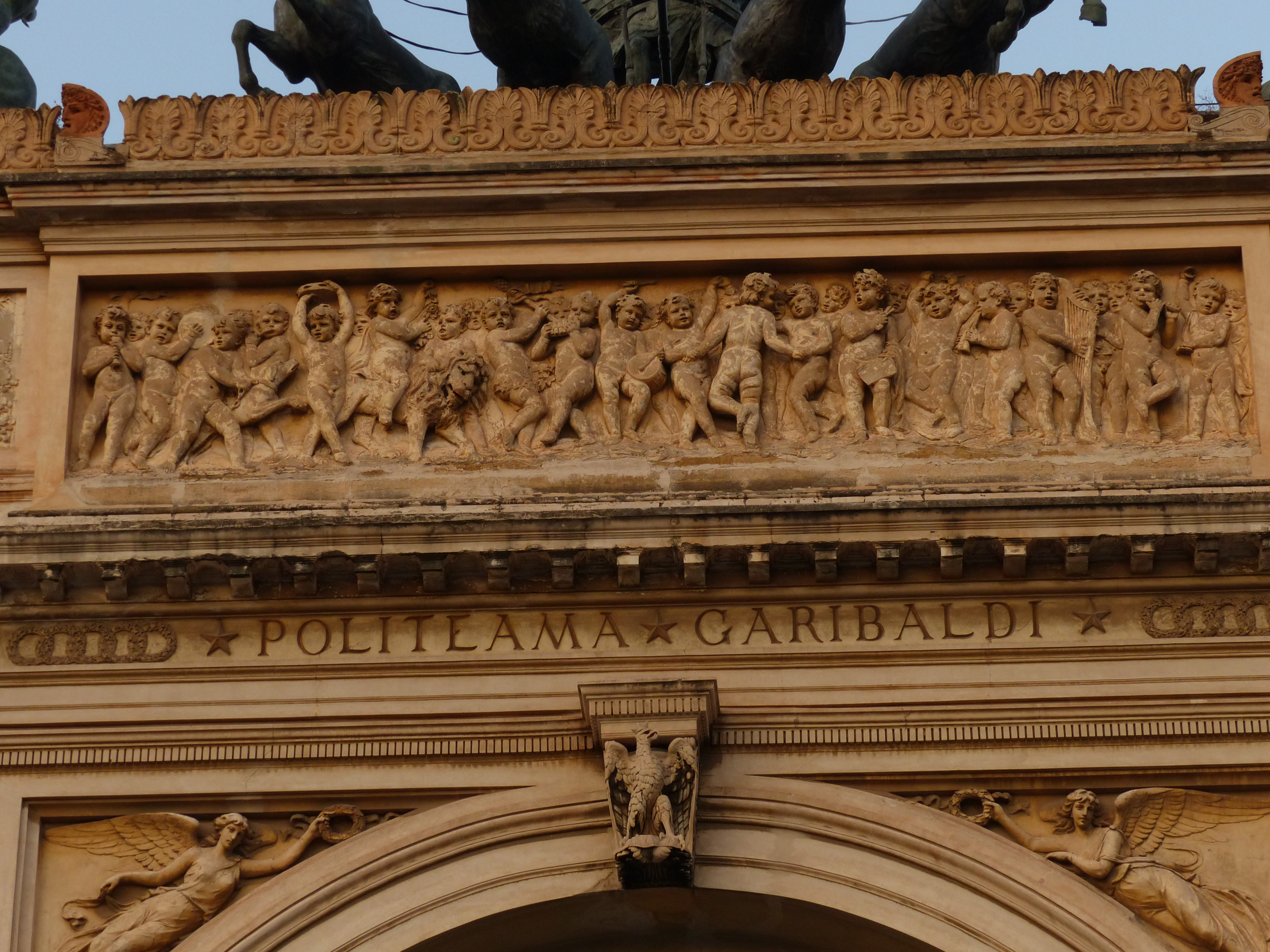
Dombormű
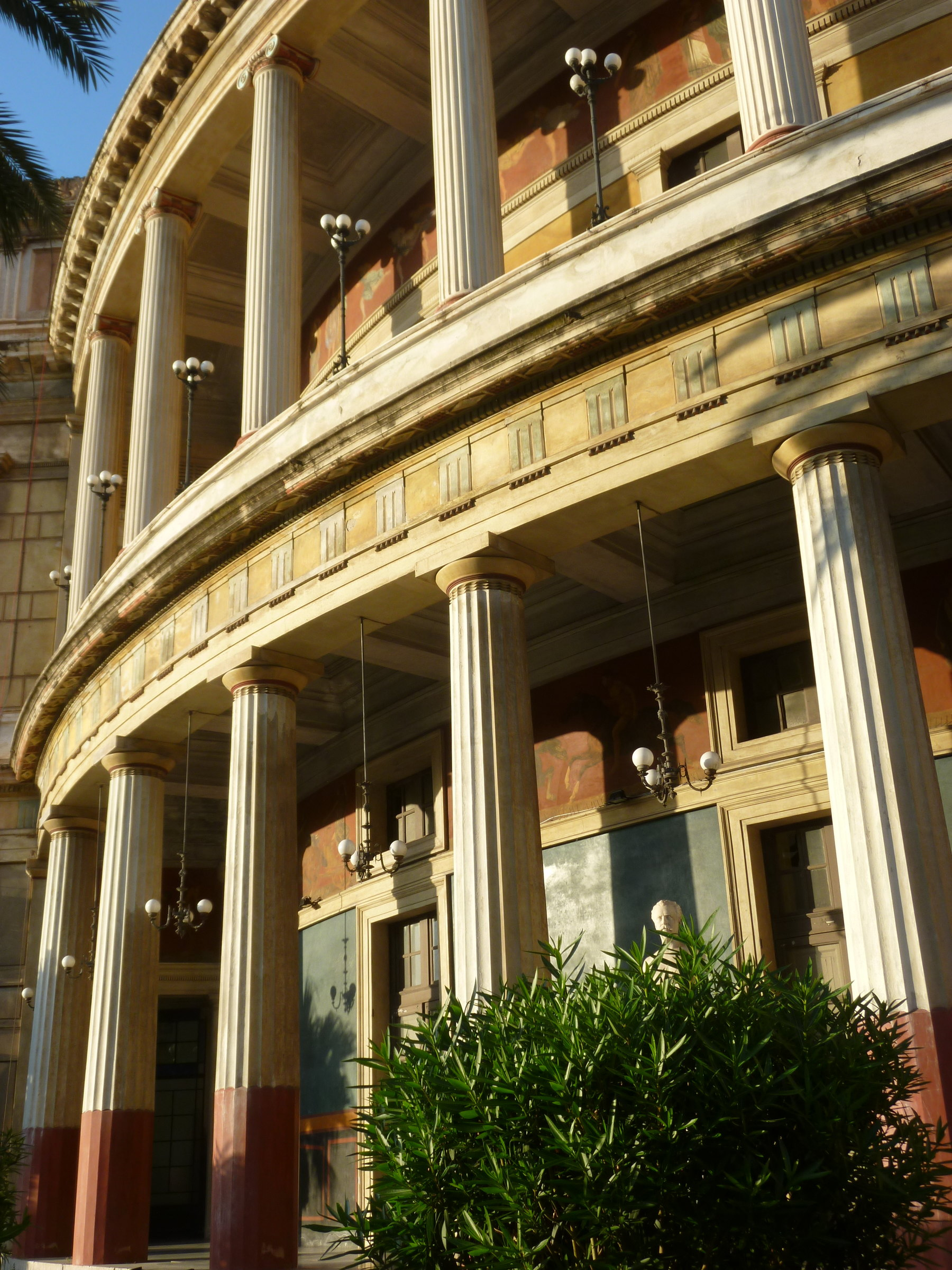
Oszlopsor
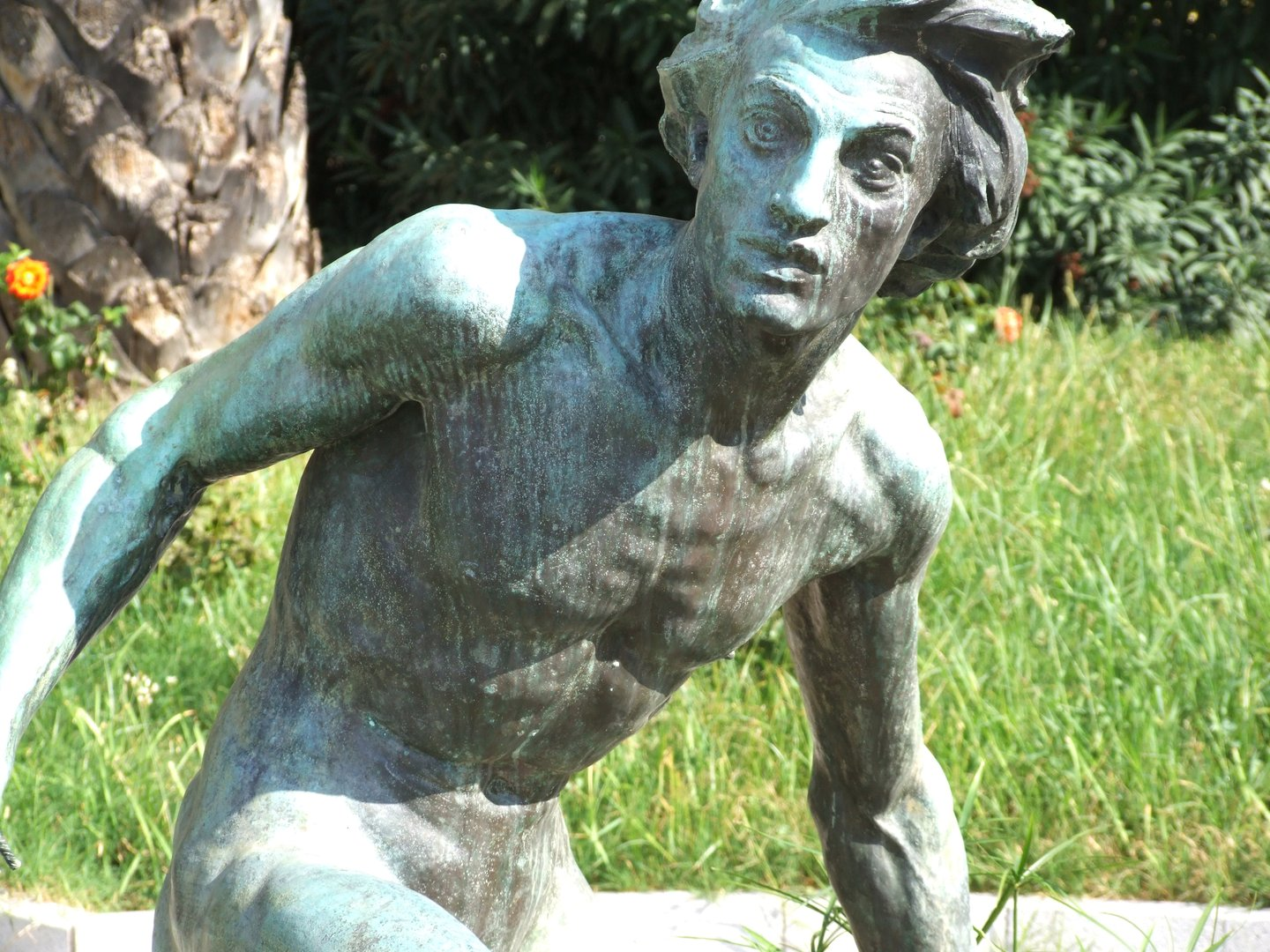
Antonio Ugo Dávid szobra
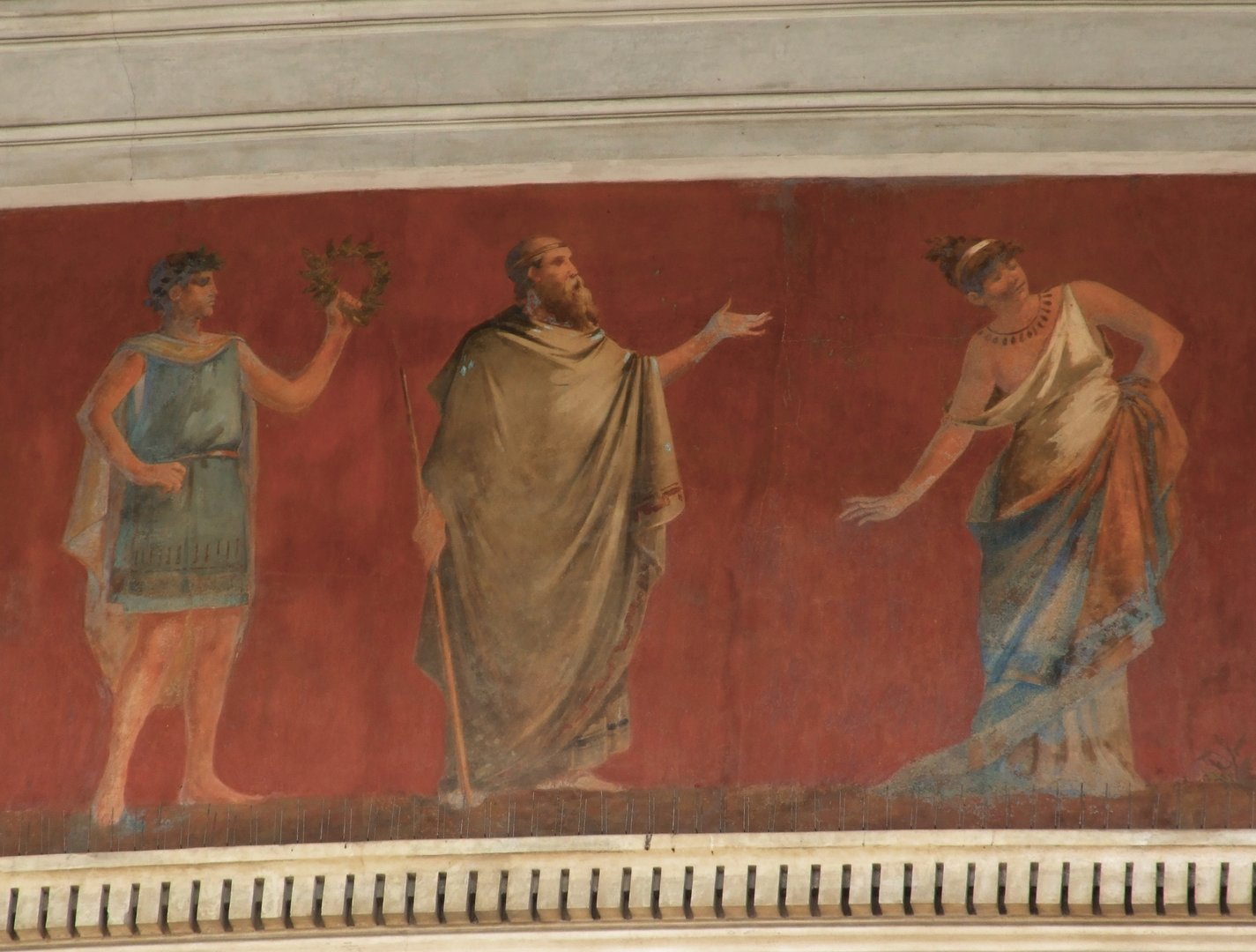
Festmény
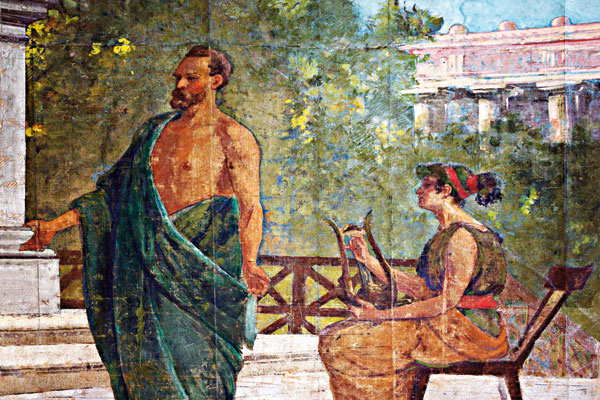
Festmény

## Külső hivatkozások
- Képek
- Profile of the theatre – arte.it
- A színház története Archiválva 2016. március 17-i dátummal a Wayback Machine-ben